# Godzillas Kopf

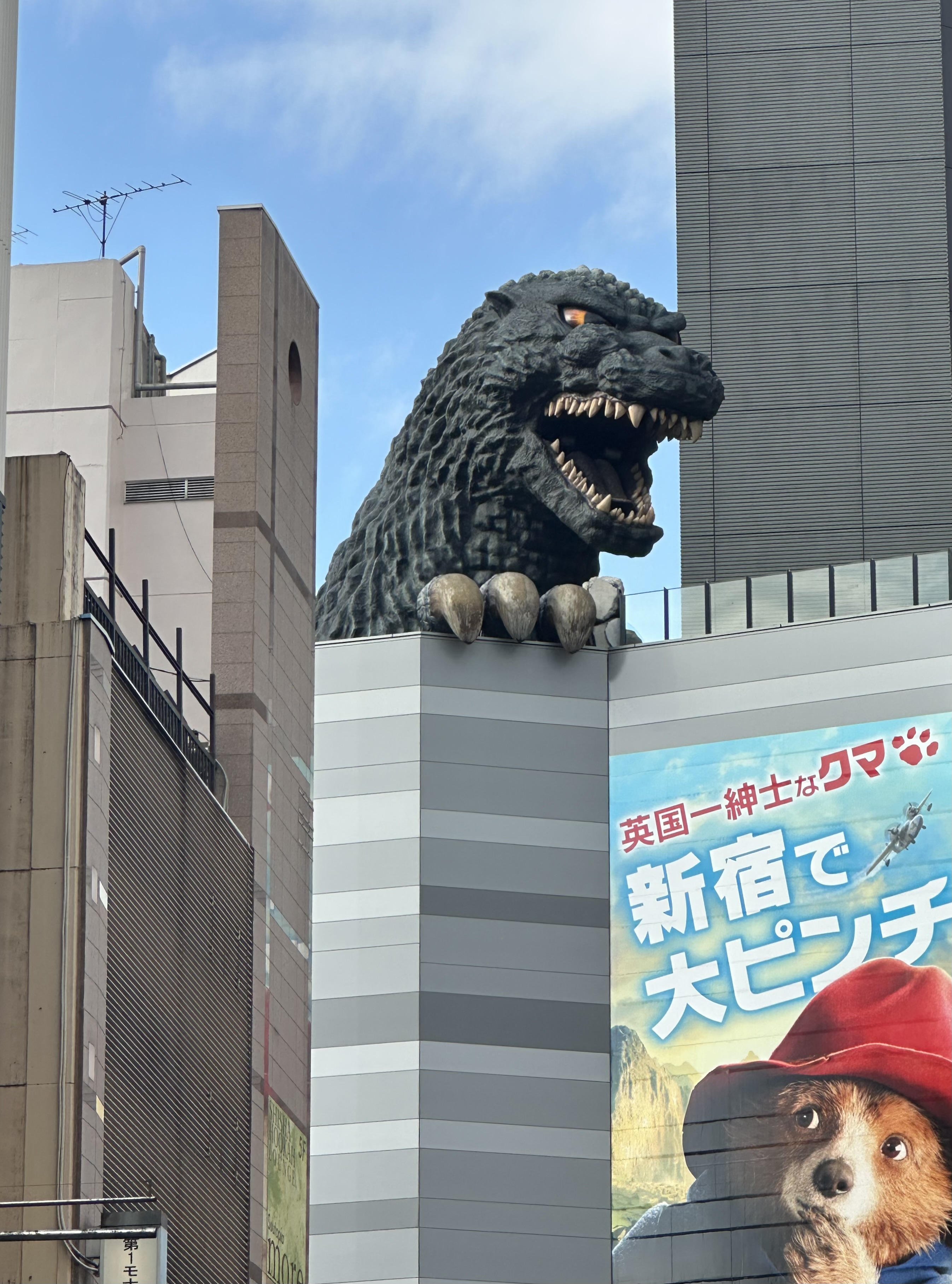
Godzillas Kopf, 2025

Godzillas Kopf ist eine das Monster Godzilla darstellende Skulptur in Tokio in Japan.

## Lage
Die Skulptur befindet sich im achten Stock, mit dem Kopf in etwa 50 Meter Höhe, an der Südseite des Shinjuku-Toho-Gebäudes im Stadtteil Kabukichō des Tokioter Bezirks Shinjuku, an der Adresse 1-19-1 Kabukicho, Shinjuku-ku, Tokyo. Im Haus liegt nahe der Figur die Rezeption des Gracery Shinjuku Hotels. Vom Hotel aus bzw. einem angrenzenden Café ist eine Terrasse direkt am Kopf erreichbar.

## Gestaltung und Geschichte
Die etwa zwölf Meter hohe und über 80 Tonnen schwere Figur stellt den Kopf, die Halspartie und eine Klaue des aus Filmen bekannten Monsters in einer drohenden Position dar. Das Maul Godzillas ist geöffnet und zeigt die Zähne des Monsters. Die Skulptur wurde im April 2015 im Zusammenhang mit der Eröffnung des Shinjuku-Toho-Gebäudes und des im Haus auch befindlichen Toho Cinemas anlässlich des Jubiläums des ersten Filmauftritt des Monsters 1954 angebracht. Das Unternehmen, dem das Haus und das Kino gehören, hält auch die Rechte an Godzilla.
Die Gestaltung orientiert sich an der Godzilladarstellung im 1992 gedrehten Film Godzilla – Kampf der Sauriermutanten, wobei der Kopf so positioniert wurde, dass er der für Godzilla typischen Szene entspricht, in der Godzilla die Stadt überragt. Auch seine Größe entspricht der des Film-Godzillas.
Zwischen 12.00 und 20.00 Uhr erwacht Godzilla jeweils zur vollen Stunde zum Leben und ähnelt seiner filmischen Darstellung. Dann brüllt er, die Augen leuchten rot, weißer Rauch steigt auf und blaue Blitze zucken. Wenn jemand von der Terrasse und dem dortigen Café aus das Kinn Godzillas berührt, ertönt außerdem ein leises Knurren.
Das angrenzende Hotel hat zu Godzillas Kopf weisende Zimmer zum Godzilla-Thema passend gestaltet.